# Suzi Dougherty
Suzi Dougherty (n. 19??) es una actriz australiana conocida por haber interpretado a Mel Carter en Blue Heelers.

## Biografía
En 1989 Suzi se graduó de la prestigiosa escuela Western Australian Academy of Performing Arts ("WAAPA").
Es miembro fundadora del Bell Shakespeare Company.

## Carrera
Entre 1999 y 2002 apareció como personaje recurrente en la serie policíaca Blue Heelers donde interpretó a la doctora Mel Carter. En 1994 interpretó a Lee Sutcliffe durante el episodio "Meat Is Hung, Men Are Hanged" y en 1996 a Kelly Hayden en los episodios "A Fair Crack of the Whip: Part 1 & 2".
El 2 de marzo de 2011 se unió como personaje recurrente a la exitosa y popular serie australiana Home and Away donde interpreta a Cheryl Braxton, la madre de Darryl, Heath y Casey Braxton. Previamente apareció por primera vez en la serie en 1990 donde interpretó a Melody durante 4 episodios, más tarde interpretó a Bonita Cardillo en el 2009 durante el episodio # 1.4990. El 24 de noviembre de 2016 Suzi regresó brevemenete a la serie.
En 2012 apareció en el cortometraje The Curse of Eleanor Crabtree donde interpretó el papel principal de Eleanor Crabtree.

## Filmografía

### Series de televisión
| Año               | Serie                  | Personaje       | Notas                                     |
| ----------------- | ---------------------- | --------------- | ----------------------------------------- |
| 2011 - 2015, 2016 | Home and Away          | Cheryl Braxton  | 35 episodios                              |
| 2016              | The Kettering Incident | Renae Baxter    | 8 episodios                               |
| 2002              | MDA                    | Debbie Shanahan | 2 episodios                               |
| 1999 - 2002       | Blue Heelers           | Dra. Mel Carter | 30 episodios                              |
| 2002              | Marshall Law           | Isabel          | episodio "Altered States"                 |
| 1999              | Stingers               | Glenda Burten   | episodio "Set for Life"                   |
| 1998              | SeaChange              | Lucy            | episodio "Perchance to dream"             |
| 1998              | Good Guys Bad Guys     | Tina Vaca       | episodio "Don't Cry for Me Arch 'n' Tina" |
| 1997              | Water Rats             | Tara Edwards    | 2 episodios                               |
| 1995              | Correlli               | Trina           | episodio "Rat Tamer"                      |
| 1991              | G.P.                   | Ally            | episodio "The Right to Write"             |
| 1990              | The Flying Doctors     | Andrea Grayson  | episodio "Valentine's Day"                |

### Películas
| Año  | Título                           | Personaje            | Notas                                                                                          |
| ---- | -------------------------------- | -------------------- | ---------------------------------------------------------------------------------------------- |
| 2012 | The Curse of Eleanor Crabtree    | Eleanor Crabtree     | corto - junto a Abbe Holmes y Jamie Kable                                                      |
| 2009 | The Loved Ones                   | Carla                | junto a Xavier Samuel, Jessica McNamee y Robin McLeavy                                         |
| 2002 | Queen of the Damned              | Vampira              | junto a Stuart Townsend, Marguerite Moreau, Lena Olin y Aaliyah                                |
| 2001 | Martin Four                      | -                    | corto - junto a Susan Lyons y Todd MacDonald                                                   |
| 2001 | Halifax f.p: The Scorpion's Kiss | Jillian Buckle       | junto a Rebecca Gibney, William McInnes y Richard Cawthorne                                    |
| 2000 | Chameleon 3: Dark Angel          | Victoria, IBI Shrink | junto a Bobbie Phillips, Teal Redmann y Alex Kuzelicki                                         |
| 1999 | Witch Hunt                       | Jenny Page           | junto a Jacqueline Bisset, Cameron Daddo, Alexandra Schepisi y Sullivan Stapleton              |
| 1996 | Love and Other Catastrophes      | Savita               | junto a Alice Garner, Matt Day, Frances O'Connor, Radha Mitchell y Kim Gyngell                 |
| 1996 | River Street                     | Jill Egan            | junto a Aden Young, Bill Hunter, Essie Davis y Tammy MacIntosh                                 |
| 1993 | Body Melt                        | Kate                 | junto a Gerard Kennedy, Andrew Daddo, Ian Smith, Matthew Newton, William McInnes y Brett Climo |

### Directora
| Año  | Título                                                                                               | Notas                                     |
| ---- | --- | ----------------------------------------- |
| 2008 | Rust                                                                                                 | obra - directora                          |
| 2007 | The Second Cuppa                                                                                     | obra - directora                          |
| 2004 | The Weight of the World                                                                              | obra - directora                          |
| 2004 | A Night of Grand Guignol (Laboratory of Hallucinations; Three Skeleton Key; Tics, or Doing the Deed) | obra - directora - junto a Andrew Gilbert |
| -    | 2b or not 2b                                                                                         | película - directora                      |

### Teatro[3]
| Año        | Obra                              | Personaje | Director (a)    | Teatro             | Notas                                                             |
| ---------- | --------------------------------- | --------- | --------------- | ------------------ | ----------------------------------------------------------------- |
| 2006       | Request Programme                 | -         | Brendan Cowell  | -                  | -                                                                 |
| 2004       | A Night of Grand Guignol...       | -         | Andrew Gilbert  | Harrison Theatre   | junto a Helen Doig, Nicholas Opolski y Leon Teague                |
| 1996       | Mr Melancholy                     | -         | Matt Cameron    | Beckett Theatre    | junto a Maude Davey, Ernie Gray y Wayne Hope                      |
| 1996       | Macbeth                           | -         | Greg Saunders   | -                  | junto a Anni Finsterer, Francis Greenslade y Charlie Powles       |
| 1996       | Geese and the Psych Ward          | -         | Melanie Beddie  | -                  | junto a Peter Houghton                                            |
| 1995       | Vittoria Liess                    | -         | Simon d'Orsogna | -                  | junto a Joan Murray, Brenda Palmer y Lauren Taylor                |
| 1994       | Cosi                              | -         | Nadia Tass      | Glen St. Theatre   | junto a Kim Gyngell, Deborah Kennedy y Greg Saunders              |
| 1994       | Carthaginians                     | -         | John O'Hare     | Crossroads Theatre | junto a Tim McGarry, Helen O'Connor y Wayne Pygram                |
| 1993       | Daze of our Lies                  | -         | -               | -                  | junto a Jane Borghesi, Irene Jarzabek y Ariane Vrisakis           |
| 1993       | Sometimes I Wish I Was Jana Wendt | -         | Tom Healey      | Glen St. Theatre   | junto a Christine Brown, Peter Edmonds y Peter Roberts            |
| 1991, 1992 | Hamlet                            | -         | John Bell       | Royal Theatre      | junto a Grant Bowler, Marco Chiappi, Tara Morice y Chris Stollery |
| 1992       | Richard III                       | -         | John Bell       | Royal Theatre      | junto a Grant Bowler, Marco Chiappi, Tara Morice y Chris Stollery |
| 1991, 1992 | The Merchant of Venice            | -         | Carol Woodrow   | Royal Theatre      | junto a John Adam, John Bell, Grant Bowler y Tara Morice          |
| 1991       | Burn This                         | -         | Richard Davey   | Peacock Theatre    | junto a Robert Jarman y Les Winspear                              |